# Xã Stickney, Quận Cook, Illinois
Xã Stickney (tiếng Anh: Stickney Township) là một xã thuộc quận Cook, tiểu bang Illinois, Hoa Kỳ. Năm 2010, dân số của xã này là 40.772 người.